# Rosebud Indian Reservation
Rosebud Indian Reservation (RIR) är ett indianreservat i South Dakota, USA.  
Reservatet bildades 1889 för huvudsakligen siouxindianer, och då främst ur stamgruppen lakota. Landarealen omfattar drygt 5 100 km². År 2000 bodde 21 245 individer i reservatet. Det traditionella språket är lakota. Reservatet styrs av Rosebud Sioux Tribal Council.
Reservatets kärnområde omfattas av Todd County och ingår delvis i angränsande Mellette County, Gregory County, Tripp County och Lyman County.